# Stará pošta (Pančevo)
Stará pošta je kulturní památka, která se nachází v srbském městě Pančevo v jižní Vojvodině, blízko Bělehradu. Nachází se na adrese Štrosmajerova 1.
Třípodlažní budova má jako největší svoji místnost reprezentativní halu (šalter sala). Ta zde vznikla až úpravou původního objektu po druhé světové válce. V suterénu se měla nacházet také kotelna a protiletecký kryt. Hlavní vstup do budovy s nápadným naznačeným vysokým řádem z černého kamene směřuje do ulice Petra Drapšanina, do Štrosmajerovy ulice vede jen skromný vedlejší vchod. Monumentální objekt původní banky byl postaven především z betonu, resp. železobetonu, některé jeho části byly vyzděny.
Budova byla postavena pro potřeby Státní hypoteční banky Jugoslávie (srbochorvatsky Državna hipotekarna banka Jugoslavije) v roce 1940. Její projekt připravili ruští architekti V. F. Baumgarten a Anatolij Solodov. Po znárodnění po skončení druhé světové války byla přebudována pro potřeby jugoslávských pošt a telegrafů (PTT).